# مصطفى أوصالح
مصطفى أوصالح (19 فبراير 1982 بلييج في بلجيكا - ) هو لاعب كرة قدم مغربي في مركز الوسط. شارك مع منتخب المغرب لكرة القدم. أما مع النوادي، فقد لعب مع ستاندارد لييج وموسكرون بيروفيلز ونادي غينت ونادي كورتريك ونادي موسكرون ونادي يوبين.

## وصلات خارجية
- مصطفى أوصالح على موقع قاعدة بيانات كرة القدم.إي يو (الإنجليزية)
- مصطفى أوصالح على موقع ناشيونال فوتبول تيمز (الإنجليزية)
- مصطفى أوصالح على موقع Soccerway.com (الإنجليزية)
- مصطفى أوصالح على موقع AS.com (الإسبانية)